# تانکر کلاس دورانس
تانکر کلاس دورانس (به انگلیسی: Durance-class tanker) یک کلاس از کشتی است که طول آن 157.2 m می‌باشد.